# كيث تود
كيث تود (بالإنجليزية: Keith Todd)‏ (2 مارس 1941 في المملكة المتحدة - 8 يناير 2022) هو لاعب كرة قدم بريطاني في مركز الهجوم. لعب مع سوانزي سيتي.